# Khand (Midden-aarde)

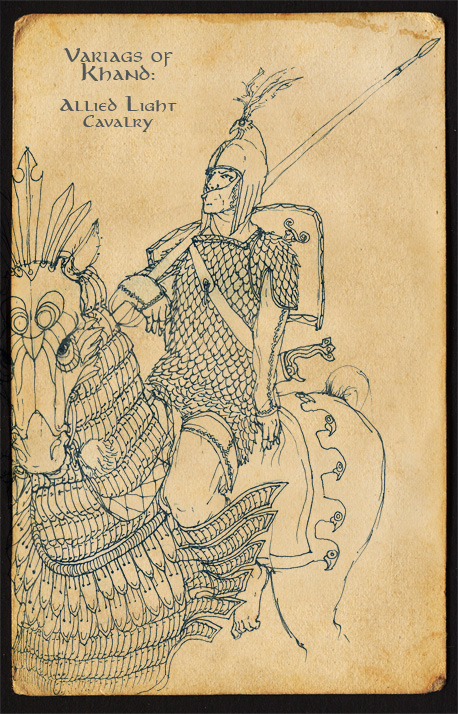
Een lichte cavalerist uit Khand

Khand is een land in het oosten van de fictieve, door J.R.R. Tolkien ontworpen wereld Midden-aarde. Het land is, evenals Haradwaith, een woestijnland en wordt bewoond door de meedogenloze Variags.
Khand wordt geregeerd door een Khan, een soort koning. Het land lijkt geïnspireerd op het Mongoolse rijk dat werd gesticht door Dzjengis Khan, want evenals de Mongolen zijn de Variags uitstekende ruiters. Het is een mengeling van oosterse en Aziatische culturen, dat is vooral te kenmerken aan de strijdwagens van de Variags, die versierd zijn met vele tekenen die wel iets weg hebben van de Indiase cultuur.
Tijdens de Oorlog om de Ring vechten de Variags aan de zijde van Mordor en een groot leger van hen wordt ingezet tijdens het beleg van Gondor in de Slag op de Velden van Pelennor. Zij vervullen hierin de taak het eiland Cair Andros in de rivier Anduin te veroveren. Als dit eenmaal is geslaagd trekken ze over de rivier en versperren de wegen van Anorien om zo de Rohirrim, die Gondor te hulp willen schieten, de weg te versperren. Nadat de belegering van Minas Tirith is doorbroken worden ze door de Rohirrim en de Gondorianen eerst teruggedreven naar Cair Andros, en daarna door Gondorianen verder naar het oosten.
Over wat er na de oorlog met Khand gebeurde zijn verschillende verhalen. Aragorn zou, als koning Elessar, Khand hebben ingelijfd bij Gondor. Het staat in ieder geval vast dat na de val van Mordor Khand zo snel mogelijk vrede sloot met Rohan en Gondor.